# Reting rinpoche
Reting rinpoche is de titel van de abt van Reting, een boeddhistisch klooster in U-Tsang in Tibet. De identiteit van de huidige rinpoche wordt betwist. Vanuit de reïncarnatielijn van de Reting lama's is tweemaal een van de regenten in historisch Tibet geselecteerd.

## De eerste rinpoche
Ngawang Chogden werd geboren in 1677. Tijdens zijn leven werd hij benoemd tot troonhouder van het klooster Reting. In 1729 werd hij de leraar van de zevende dalai lama. Van 1739-1746 was hij Ganden tripa.

## De tweede rinpoche
Lobsang Yeshe Tenpa Rabgye werd geboren in 1759. Toen hij twee jaar oud was vroeg hij de abt van het Tibetaans klooster Thupten Jampaling bij Litang, Püntsog Gyatso, om de zalvingceremonie (byabs-khrus) van Virhphotakah (rnam-‘joms). Voor de monniken was er om die reden geen twijfel meer mogelijk en werd hij erkend als de reïncarnatie van Ngawang Chogden. Hij was vooral als Tibetaans boeddhistisch geshe van belang.

## De derde rinpoche
Ngawang Yeshe Tsültrim Gyatso werd geboren in 1816. Hij was regent van Tibet van 1845 tot 1862, tijdens de levens van de elfde dalai lama. In het jaar van overname van het bestuur van Tibet, overleed de dalai lama op verdachte omstandigheden. De rinpoche nam vervolgens het regentschap opnieuw over en bestuurde verder tijdens een groot deel van de jeugd van de twaalfde dalai lama.

## De vierde rinpoche
Ngawang Lobsang Yeshe Tenpey Gyaltsen werd geboren in rond 1863/65. Hij was leraar in de klassieke geschriften van de negende pänchen lama Thubten Chökyi Nyima (1883-1937) tijdens diens jeugd.

## De vijfde rinpoche
De vijfde rinpoche, Jampäl Yeshe Gyaltsen, speelde een belangrijke rol in de geschiedenis van Tibet als de een-na-laatste van de regenten in historisch Tibet tijdens de eerste jeugdjaren van de veertiende dalai lama Tenzin Gyatso. In 1941 werd hij aan de kant gezet en direct daarop beschuldigd van het organiseren van een opstand tegen zijn vervanging. Hij overleed in 1947 in de gevangenis van het Potala-paleis door vergiftiging.

## Twee zesde en een betwiste zevende rinpoche
Er zijn twee troonpretendenten voor de positie van de zesde rinpoche, waarvan er een inmiddels is overleden.

### Tenzin Jigme en diens reïncarnatie
Tenzin Jigme Thutob Wangchug werd in Lhasa geboren in 1948. Hij werd in 1951 geïdentificeerd als de reïncarnatie van de vijfde rinpoche en in 1955 geïnstalleerd. Hij is erkend door de Regering van historisch Tibet en bleef achter nadat de regering na de Tibetaanse diaspora in 1959 in ballingschap ging.
Hij overleed in 1997 en werd opgevolgd door een kandidaat die door de Volksrepubliek China werd aangewezen. Deze wordt niet erkend door de Tibetaanse regering in ballingschap.

### Reting Hoetoektoe
De andere zesde rinpoche of Reting Hoetoektoe, claimt dat de Tibetaanse regering de Reting-lijn bleef onderdrukken na de dood van de vijfde door een niet-legitieme zesde kandidaat te benoemen die ze later aan zijn lot overlieten in Tibet.